# Rajmund Berengar IV Święty

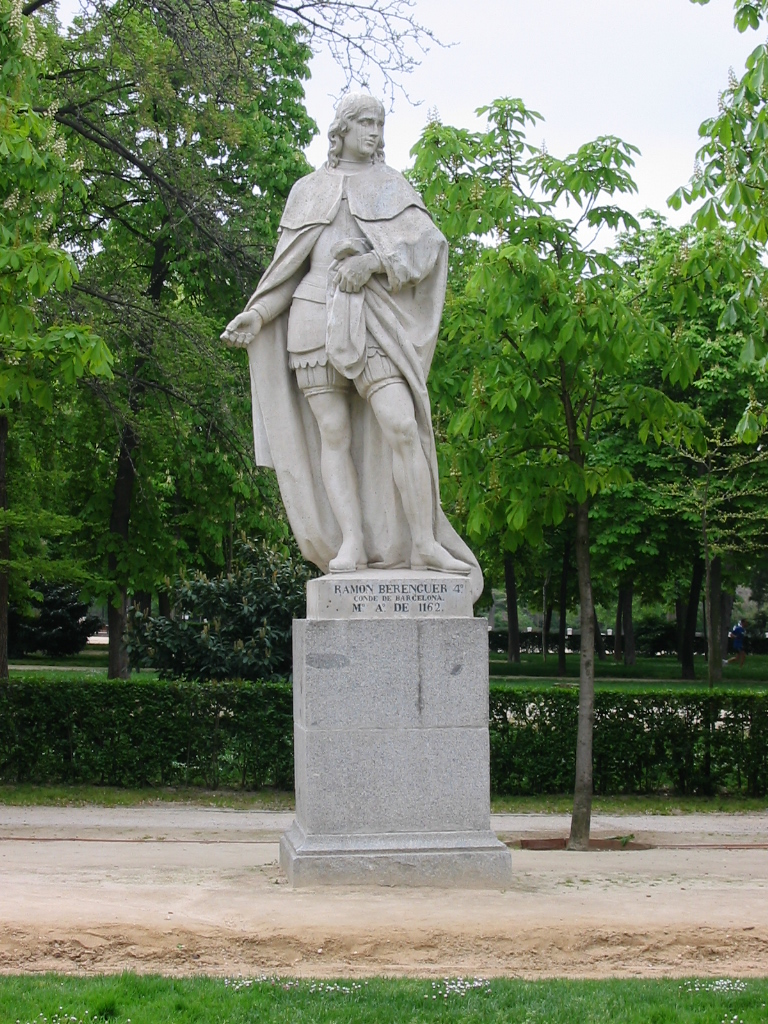
Rajmund Berengar IV, pomnik w parku Retiro w Madrycie

Rajmund Berengar IV Święty  (ur. ok. 1113, zm. 6 sierpnia 1162 w Borgo San Dalmazzo, Włochy) – hrabia Barcelony i książę Aragonii, zjednoczył Katalonię i Aragonię.

## Życiorys
Odziedziczył hrabstwo Barcelony po swoim ojcu, Rajmundzie Berengarze III 19 sierpnia 1131. 11 sierpnia 1137 w Huesce ożenił się z podówczas 2-letnią Petronelą Aragońską (ceremonia zaślubin odbyła się jednak dopiero w 1150 w Lleidzie), córką Ramira II Aragońskiego i Agnieszki Akwitańskiej. Król Aragonii szukał wówczas sojusznika w konflikcie z Alfonsem VII Kastylijskim, dążącym do dominacji na Półwyspie Iberyjskim. 13 listopada tego samego roku Ramiro II abdykował, pozostawiając władzę swojej córce i, przede wszystkim, jej mężowi. Zgodnie z układem pomiędzy władcami, ich potomkowie mieli dziedziczyć władzę nad oboma połączonymi krajami. Nawet gdyby Petronela zmarła przed skonsumowaniem małżeństwa, królestwo Aragonii przypadłoby barcelończykom. Oba państwa zachowały odrębność prawa, swoje instytucje i autonomię, tworząc federację połączoną unią dynastyczną.
Po zjednoczeniu Aragonii i Katalonii Rajmund IV złagodził konflikt z Alfonsem VII, nie bez pomocy swojej siostry, żony króla Kastylii, Berengueli. Dzięki temu katoliccy królowie mogli zająć się rekonkwistą. Rajmund Berengar najpierw wsparł Kastylię, potem sam skierował się przeciwko Maurom w Katalonii. W 1148 odzyskał Tortosę, rok później Fragę, Lleidę i Mequinenzę. Podboje trzeba było okupić hojnymi nadaniami dla magnatów wspierających Rajmunda (jak Ermengol VI z Urgell przy zdobyciu Lleidy). Dzięki temu jednak, wraz ze zdobyciem ważnej strategicznie twierdzy w Siurana (1153), zakończyła się faktyczna rekonkwista Katalonii. Zdobycze zostały potwierdzone paktem rozbiorowym w Tudilén podpisanym z Kastylią w 1151.
W latach 1144–1157 był również regentem Prowansji, w czasie małoletności bratanka – Rajmunda Berenagara II.
Zmarł w Piemoncie zostawiając władzę swojemu synowi Rajmundowi Berengarowi, który chcąc przypodobać się Aragończykom, zmienił imię na Alfons. Posiadał też nieślubnego syna Berenguera, który został później biskupem Lleidy i arcybiskupem Narbony. Z Petronelą miał sześcioro
dzieci:
- Rajmunda Berengara, króla Aragonii jako Alfons II,
- Dulcíę Berengar, żonę króla Portugalii – Sancho I,
- Piotra, hrabiego Cerdanyi, Carcassonne i Narbony,
- Eleonorę,
- Piotra, hrabiego Prowansji jako Rajmunda Berengara III,
- Sancza, hrabiego Roussilon i Prowansji.